# Friedrich Wilhelm Justus Baedeker
Friedrich Wilhelm Justus Baedeker (* 5. Februar 1788 in Dahl (Hagen); † 21. April 1865 in Witten) war ein deutscher Apotheker, Ornithologe und ornithologischer Illustrator, der für seine umfangreiche Oothek (Eiersammlung) gerühmt wurde.

## Leben und Wirken
Friedrich Wilhelm Justus Baedeker wurde als drittes von fünf Kindern der Eheleute Franz Gotthilf Heinrich Jacob (* 11. August 1752; † 1. August 1825) und Anna Dorothea Caroline Baedeker, geb. Hülshoff, geboren. Sein Vater war Pfarrer in Dahl, Konsistorialrat und Generalsuperintendent. Er kultivierte die zum Pfarrhaus gehörigen Ländereien und zog dazu auch seine Söhne und Konfirmanden heran. Besonders widmete er sich der Obstbaumzucht, worüber er 1796 das Buch Unterricht in der Obstbaumzucht für die Landjugend vorlegte. Die regelmäßigen Arbeiten in Feld und Garten bewirkten auch in seinem Sohn Friedrich Wilhelm Justus Baedeker eine tiefe Liebe zur Natur.
Dieser hatte als Kind eine eher schwache Konstitution, die durch die Arbeit in der Natur gekräftigt werden sollte. Bis zu seinem zwölften Lebensjahr wurde Baedeker von seinem Vater unterrichtet, von 1801 bis 1804 dann von seinem Onkel, Pastor Reichenbach in Voerde. 1804 trat er eine Lehre bei seinem Onkel, dem Apotheker Baedeker in Mülheim a. d. Ruhr, an. 1808 wurde er Provisor einer Apotheke in Iserlohn, kehrte aber 1810 nach Mülheim zurück. Bald darauf erwarb er in Witten das Privilegium für eine dort einzurichtende Apotheke, wozu auch ein halbfertiges Haus gehörte. Zur gleichen Zeit bestand er das Examen mit Auszeichnung. Im April 1811 heiratete er im Haus seiner Eltern Friederike Sybel, Tochter des Kaufmanns Joh. Andreas Sybel.
Am 1. Mai 1811 eröffnete Baedeker seine Apotheke in Witten. Die ersten Jahre waren wirtschaftlich schwierig, bedingt durch einen geringen Ertrag des Geschäfts, Kosten durch Einquartierung während der Befreiungskriege, die Inflation der Jahre 1816–1817 und hohe Zinsen bei geringem Vermögen. Erst mit einem generellen wirtschaftlichen Aufschwung in Witten durch Fabriken und Bergbau, durch den auch die Einwohnerzahl der Stadt spürbar stieg, erholte sich Baedekers Geschäft.
Bereits in seiner Schulzeit hatte Baedeker ein besonderes Zeichentalent gezeigt, das er in den Folgejahren weiterentwickelte und das schließlich in seinem Werk Die Eier der europäischen Vögel, nach der Natur gemalt und in seinen hinterlassenen Zeichnungen der europäischen Vögel seinen Niederschlag fand. Für das Journal für Ornithologie steuerte Baedeker gelegentlich Abbildungen von neu entdeckten Vögeln und Eiern bei. Von ihm stammen auch die Abbildungen in einer Monographie über die Kreuzschnäbel von Charles Lucien Jules Laurent Bonaparte. Seine Tätigkeit als Illustrator ging Baedeker in perfektionistischer Weise an. Werke, die seinen Ansprüchen nicht genügten, verbrannte er über Jahre hinweg und legte seine Zeichnungen erst vor, als er selbst den Eindruck hatte, dass sie nicht mehr verbessert werden konnten.
Früh begann Baedeker, sich neben dem Sammeln von Pflanzen und Schmetterlingen auch mit der Vogelzucht zu beschäftigen. In verschiedenen Phasen seines Lebens hielt er seltene Hühner und Tauben, Stubenvögel, Papageien und europäische sowie exotische Singvögel. Er stopfte Vögel aus, fertigte aber auch Zeichnungen der Vögel nach der Natur an, um ihre Farbenpracht noch besser festzuhalten. Seine Zeichnungen legte er so an, dass die Vögel in ihrer natürlichen Umgebung gezeigt wurden, z. B. auf den Zweigen der Bäume, deren Nahrung sie liebten, auf ihren Nestern, Sumpf- und Wasservögel am Strand oder auf dem Wasser. Baedeker gehörte dem Ornithologen-Verein an und hatte dadurch Kontakt zu den wichtigen Ornithologen seiner Zeit, wie z. B. Johann Matthäus Bechstein, Charles Lucien Bonaparte, Jules Verreaux und Christian Ludwig Brehm. Seine frühen Sammlungen verschenkte er. Erst in seinen späten Jahren sammelte er wieder Vögel, dann jedoch hauptsächlich exotische, die sein Sohn Friedrich Wilhelm ihm aus Australien zuschickte, wo dieser einige Jahre verbrachte. Ebenfalls von Friedrich Wilhelm unterstützt, vergrößerte er seine Sammlung von Käfern mit exotischen Exemplaren. Besonderen Rang hatte Baedekers umfangreiche Eiersammlung, die er zeit seines Lebens vervollständigte und für die er sogar aus Nordamerika, Lappland und Finnland Eier zugesandt bekam. Seine Sammlung zeichnete sich durch ihren Umfang, aber auch gute Konservierung und richtige Bestimmung und Klassifizierung aus.
Neben diesen liebevoll gepflegten systematischen Tätigkeiten beschäftigte Baedeker sich mit der Pflege seines selbst angelegten Gartens und engagierte sich als Beigeordneter der Gemeinde. Ab 1848 unternahm Baedeker verschiedene Reisen zu Nistplätzen besonderer Vögel und um andere Ornithologen zu treffen und ihre Sammlungen zu begutachten.
Von Zeitgenossen wurde Baedeker als ernst und verschlossen beschrieben, „eigenwillig im Handeln und besessen von seinen Ideen“.
Die letzten anderthalb Jahre seines Lebens litt Baedeker an den Folgen eines Schlaganfalls, was mit einem Zittern seiner Hände einherging, sodass er nicht mehr zeichnen konnte. Am 21. April 1865 entschlief er mit 78 Jahren in den Armen seiner Frau.

## Familie
Dem Ehepaar Friedrich Wilhelm Justus und Friederike Baedeker geb Sybel wurden acht Kinder geboren:
- Johann Heinrich Wilhelm (* 18. Oktober 1812; † 11. Oktober 1813)
- Julius Theodor (* 18. Dezember 1814; † 26. März 1880), Buchhändler und Verleger in Iserlohn
- Helene Amalie (* 20. Juli 1816; † 28. Oktober 1819)
- Maria Pauline (* 28. August 1818; † 9. Juni 1841)
- Franz Gotthilf Heinrich Jacob (* 1. August 1820), übernahm 1850 die Apotheke von seinem Vater
- Friedrich Wilhelm (* 3. August 1823; † 9. Oktober 1906), Evangelist, Erweckungsprediger und Missionar
- Adolph (* 10. April 1826), wanderte nach Chicago aus
- Anna Dorothea (* 31. Mai 1828; † 19. April 1853)

## Ehrungen
Nach Friedrich Wilhelm Justus Baedeker sind in Witten eine Straße und eine Schule benannt. Christian Ludwig Brehm ehrte ihn 1855 im Namen des Bädeckers Nachtkauz Nyctale baedeckeri, ein Name der heute als Synonym für den Raufußkauz (Aegolius funereus (Linnaeus, 1758)) steht.

## Werke
- mit Christian Ludwig Brehm, Wilhelm Paeßler: Die Eier der europaeischen Voegel nach der Natur gemalt. Mit einer Beschreibung des Nestbaues gemeinschaftlich bearbeitet mit L. Brehm und W. Paessler. 1: Accipitres. Herausgegeben und Verlegt von J. Baedeker, Leipzig/Iserlohn (biodiversitylibrary.org – 1855–1863).
- mit Christian Ludwig Brehm, Carl Wilhelm Gottfried Paeßler: Die Eier der europaeischen Voegel nach der Natur gemalt. Mit einer Beschreibung des Nestbaues gemeinschaftlich bearbeitet mit L. Brehm und W. Paessler. 2: Oscines. Herausgegeben und Verlegt von J. Baedeker, Leipzig und Iserlohn (biodiversitylibrary.org – 1855–1863).